# 19roll
『19roll』は、STANCE PUNKSの4枚目のシングル。2004年6月9日発売。

## 概要
- レコード会社移籍後、メジャーレーベル第1弾シングル。
- オリコンインディーズチャート1位。
- 4曲目のROCK'N'ROLL HIGH SCHOOLは、ラモーンズの楽曲をカバーしたものである。

## 収録曲＆解説
1. 19roll
作詞・作曲：TSURU
2. 積み木くずし
作詞・作曲：川崎テツシ
3. 月面タンデム
作詞・作曲：TSURU
4. ROCK'N'ROLL HIGH SCHOOL
作詞・作曲：不明
ラモーンズのカバー。